# سمور رودخانه‌ای جنوبی
سمور رودخانه‌ای جنوبی (نام علمی: Lontra provocax) نام یک گونه از سرده رودسمورها است.